# Listen to the Banned
Listen to the Banned est un album musical sorti en 2010, fruit d'une collaboration entre l'ONG Freemuse et la Norvégienne Deeyah Khan et dans lequel figurent des artistes censurés du Moyen-Orient, d'Afrique et d'Asie,. L’album a atteint la sixième place sur World Music Charts Europe et y est resté pendant plusieurs mois.
Le but de Deeyah Khan pour Listen To The Banned est d’aider à donner une voix à ceux privés de la parole, de promouvoir la liberté de l’expression créative et musicale et de rendre visible le travail de l'ONG Freemuse. L’album est aussi soutenu par Amnesty International UK.

## Pistes
| No  | Titre                    | Artiste           | Durée |
| --- | ------------------------ | ----------------- | ----- |
| 1.  | Mystery                  | Mahsa Vahdat      | 4:59  |
| 2.  | Arooss-e-Aftaw           | Farhad Darya      | 3:44  |
| 3.  | Constitution constipée   | Lapiro de Mbanga  | 7:31  |
| 4.  | Oh My Father, I Am Yusif | Marcel Khalifé    | 6:54  |
| 5.  | Rebel Woman              | Chiwoniso Maraire | 4:31  |
| 6.  | Quitte Le Pouvoir        | Tiken Jah Fakoly  | 4:20  |
| 7.  | Salam Darfur             | Abazar Hamid      | 3:57  |
| 8.  | Al Shatte' Al Akhar      | Kamilya Jubran    | 4:45  |
| 9.  | Atlan Dok                | Kurash Sultan     | 5:32  |
| 10. | Alisero                  | Ferhat Tunc       | 5:33  |
| 11. | Regreso                  | Aziza Brahim      | 5:11  |
| 12. | Speena Kontara           | Haroon Bacha      | 6:41  |
| 13. | Non au racisme           | Fadal Dey         | 3:10  |
| 14. | Bhallelak                | Amal Murkus       | 2:39  |